# 弗洛里亚诺波利斯
弗洛里亚诺波利斯（葡萄牙語：Florianópolis）位于巴西南部大西洋沿岸，是圣卡塔琳娜州的首府，面积436.5平方公里，人口406,564人（2006年）。